# اندلسیا (پنسیلوانیا)
اندلسیا (به انگلیسی: Andalusia) یک منطقهٔ مسکونی در ایالات متحده آمریکا است که در پنسیلوانیا قرار دارد.